# Piptochaetium featherstonei
Piptochaetium featherstonei är en gräsart som först beskrevs av Albert Spear Hitchcock, och fick sitt nu gällande namn av Oscar Tovar. Piptochaetium featherstonei ingår i släktet Piptochaetium och familjen gräs. Inga underarter finns listade i Catalogue of Life.